# Vauxhall Vectra
Der Vauxhall Vectra ist ein Mittelklasse-PKW, den Vauxhall Motors im Vereinigten Königreich von 1995 bis 2008 baute. Es gibt zwei Modellreihen:
- Vauxhall Vectra Mk. 1, 1995–2002, wie Opel Vectra B
- Vauxhall Vectra Mk. 2, 2002–2008, wie Opel Vectra C

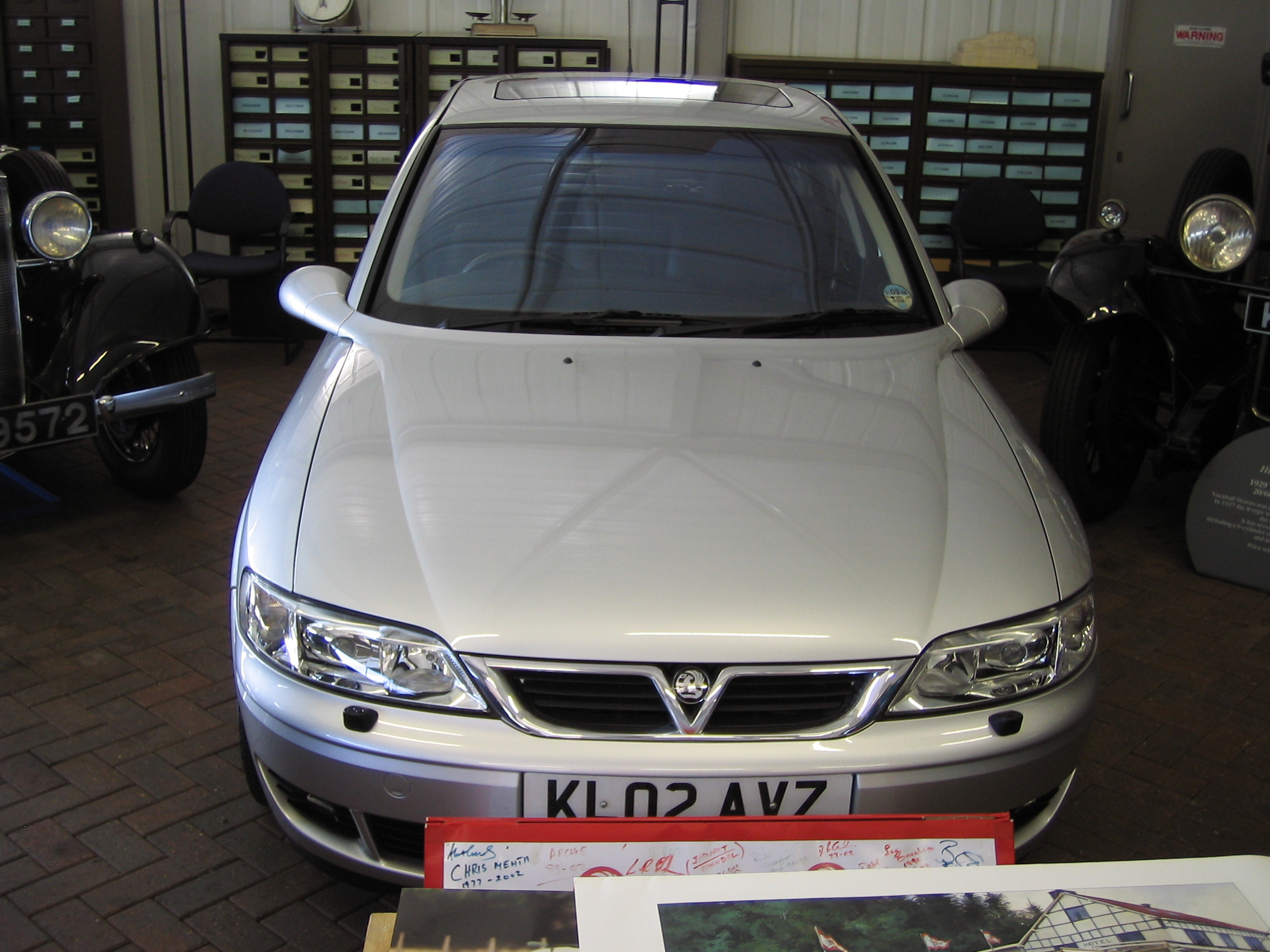
Vauxhall Vectra Mk. 1
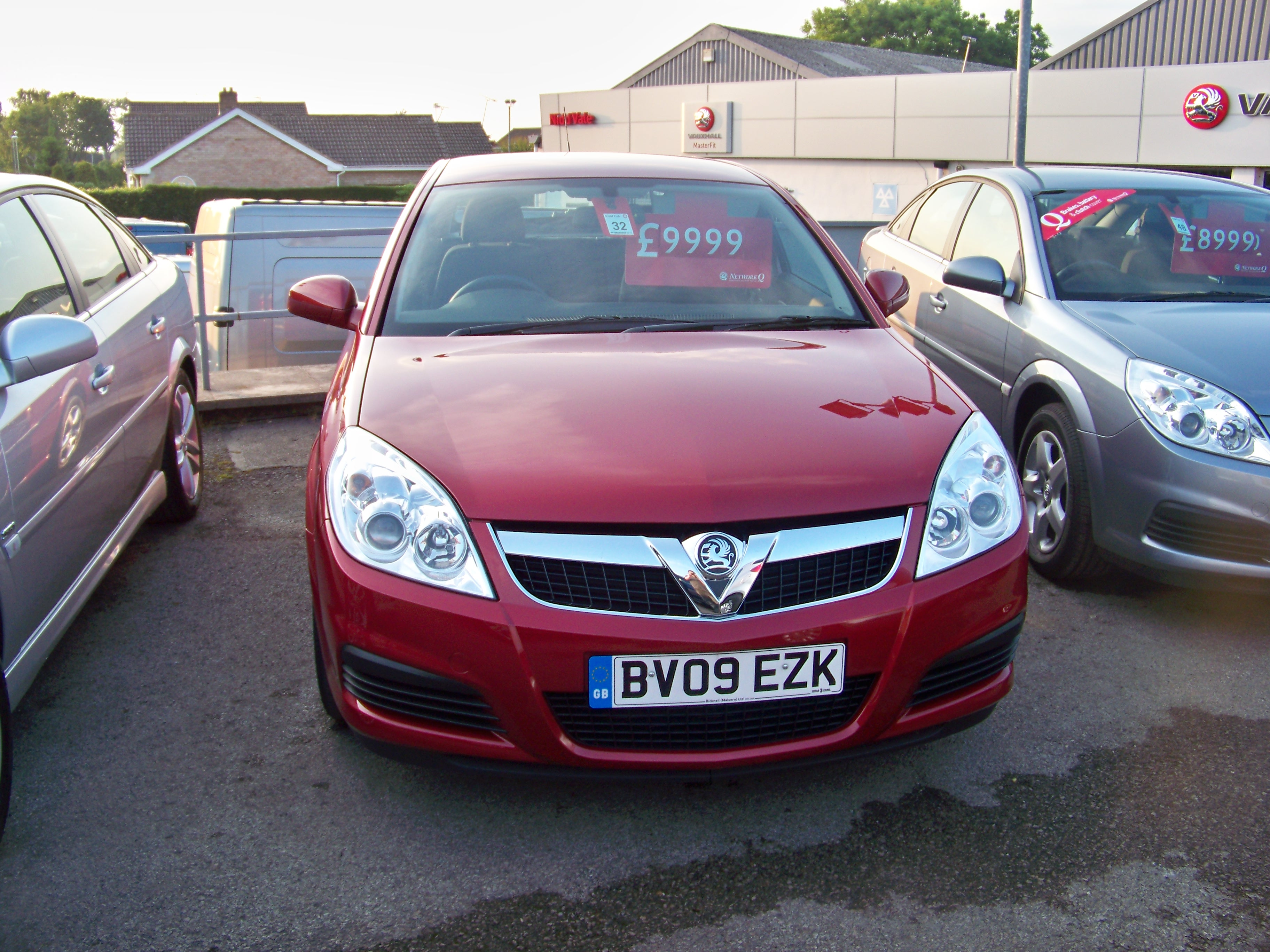
Vauxhall Vectra Mk. 2